# Research Domain Criteria
Das Projekt Research Domain Criteria (RDoC) ist eine Initiative der personalisierten Medizin in der Psychiatrie, welche vom US-amerikanischen National Institute of Mental Health (NIMH) entwickelt wurde. Im Gegensatz zum Diagnostic and Statistical Manual of Mental Disorders (DSM), das von der American Psychiatric Association (APA) gepflegt wird, zielt RDoC darauf ab, die Heterogenität in der aktuellen Krankheitslehre zu adressieren, indem ein biologisch basierter und nicht symptombasierter Rahmen für das Verständnis psychischer Störungen bereitgestellt wird. "RDoC ist ein Versuch, eine neue Art von Taxonomie für psychische Störungen zu schaffen, indem die Kraft moderner Forschungsansätze in der Genetik, den Neurowissenschaften und der Verhaltenswissenschaft auf das Problem psychischer Erkrankungen übertragen wird."

## Aufruf zur Erstellung

Das National Institute of Mental Health überwacht die RDoC-Initiative.

Der NIMH-Strategieplan von 2008 fordert das NIMH auf, "für Forschungszwecke neue Wege zur Klassifizierung psychischer Störungen zu entwickeln, die auf Dimensionen beobachtbaren Verhaltens und neurobiologischen Messungen basieren." Der Strategieplan fährt fort:
Derzeit basiert die Diagnose psychischer Störungen auf klinischer Beobachtung – der Identifizierung von Symptomen, die dazu neigen, sich zu häufen, der Bestimmung, wann die Symptome auftreten, und der Bestimmung, ob die Symptome sich auflösen, wiederkehren oder chronisch werden. Die Art und Weise, wie psychische Störungen im derzeitigen Diagnosesystem definiert werden, berücksichtigt jedoch nicht die aktuellen Informationen aus der integrativen neurowissenschaftlichen Forschung und ist daher nicht optimal, um wissenschaftliche Erkenntnisse durch neurowissenschaftliche Ansätze zu gewinnen. Es ist schwierig, Cluster komplexer Verhaltensweisen zu dekonstruieren und zu versuchen, diese mit den zugrunde liegenden neurobiologischen Systemen zu verknüpfen. Viele psychische Störungen können entlang mehrerer Dimensionen betrachtet werden (z. B. Kognition, Stimmung, soziale Interaktionen), mit Merkmalen, die auf einem Kontinuum existieren, das von normal bis extrem reicht. Das gleichzeitige Auftreten mehrerer psychischer Störungen könnte unterschiedliche Muster von Symptomen widerspiegeln, die aus gemeinsamen Risikofaktoren und vielleicht denselben zugrunde liegenden Krankheitsprozessen resultieren.
Um die zugrundeliegenden Ursachen psychischer Störungen zu klären, müssen grundlegende biologische und verhaltensbezogene Komponenten normaler und abnormaler Funktionen definiert, gemessen und miteinander verknüpft werden. Diese Bemühungen erfordern die Integration von genetischen, neurowissenschaftlichen, bildgebenden, verhaltensbezogenen und klinischen Studien. Durch die Verknüpfung grundlegender biologischer und verhaltensbezogener Komponenten wird es möglich sein, gültige, zuverlässige Phänotypen (messbare Eigenschaften oder Merkmale) für psychische Störungen zu konstruieren. Dies wird uns helfen, die Ursachen der Störung zu ergründen und gleichzeitig die Grenzen und Überschneidungen zwischen psychischen Störungen zu klären. Um psychische Störungen im Hinblick auf Dimensionen und/oder Komponenten der Neurobiologie und des Verhaltens zu verstehen, sind folgende Schritte notwendig:
- Die Initiierung eines Prozesses zur Zusammenführung von Experten der klinischen und der Grundlagenwissenschaften, um gemeinsam die grundlegenden Verhaltenskomponenten zu identifizieren, welche sich über mehrere Störungen erstrecken können (z. B. exekutive Funktionen, Affektregulation, Personenwahrnehmung) und die sich besser für neurowissenschaftliche Ansätze eignen.

- Die Entwicklung zuverlässiger und valider Messgrößen für diese grundlegenden Komponenten psychischer Störungen für den Einsatz in Grundlagenstudien und in klinischeren Settings.

- Die Bestimmung der gesamten Variationsbreite, von normal bis abnormal, unter den grundlegenden Komponenten, um das Verständnis dafür zu verbessern, was typisch und was pathologisch ist.

- Die Integration der grundlegenden genetischen, neurobiologischen, verhaltensbezogenen, umweltbedingten und erfahrungsbedingten Komponenten, aus denen sich diese psychischen Störungen zusammensetzen.

## Unterschiede zum DSM
Am 29. April 2013, wenige Wochen vor der Veröffentlichung der neuesten Auflage des DSM-Klassifikationssystems DSM-5 veröffentlichte der NIMH-Direkter 
Thomas R. Insel einen kritischen Blog-Beitrag zur DSM-Methodik und betonte die Verbesserung, die das RDoC-Projekt anbietet.

Insel schrieb:
Während das DSM als ‚Bibel‘ ihres Gebietes beschrieben wird, ist es bestenfalls ein Wörterbuch, das Etiketten und deren Definitionen enthält. Die Stärke jeder Edition des DSM ist „Reliabilität“ – jede Edition hat sichergestellt, dass Kliniker dieselben Termini in der derselben Art verwenden. Die Schwäche ist sein Mangel an Validität. Entgegen unseren Definitionen der ischämischen Herzerkrankung, des Lymphoms oder AIDS baut das DSM auf einen Konsens von Clustern klinischer Symptome, nicht auf objektive, laborchemische Messungen.
In diesem Beitrag schrieb Insel: „Patienten mit psychischen Störungen verdienen Besseres.“ Später sollte er diesen Punkt genauer darlegen, indem er sagte: „Ich schaue auf die Daten und bin besorgt ...  Ich sehe keine Verringerung der Suizidrate oder Prävalenz psychischer Erkrankungen oder irgendeines Kennwertes von Erkrankungen. Ich sehe es in anderen Bereichen der Medizin und ich sehe es nicht für psychische Erkrankungen. Dies war die Grundlage für meinen Kommentar, dass Menschen mit psychischen Erkrankungen besseres verdienen.“
Um die Probleme, die sie innerhalb des DSM sahen, besser zu adressieren, gründete das NIMH das Research Domain Criteria Project (RDoC). Es basiert auf vier Annahmen:
- ein diagnostischer Ansatz auf Grundlage der Biologie sowie der Symptome muss sich nicht auf bisherige DSM-Kategorien beschränken
- psychische Störungen sind biologische Störungen, die Netzwerke des Gehirns betreffen, welche spezifische Bereiche von Kognition, Emotion oder Verhalten betreffen
- jedes Analyselevel sollte über eine Funktionsdimension hinweg verstanden werden
- das Abbilden kognitiver, genetischer und Netzwerk-Aspekte von psychischen Störungen wird neue und bessere Ziele für Behandlungen hervorbringen[4]

Insel betont, dass das RDoC-Projekt nicht als diagnostisches Manual zum Ersatz des DSM entworfen wurde, sondern vielmehr als Forschungsstruktur zur weiteren Entwicklung. Seine Argumentation orientiert sich an der Behauptung, dass „symptom-basierte Diagnosen, früher üblich in anderen Bereichen der Medizin, im vergangenen halben Jahrhundert weitestgehend ersetzt wurden, da wir verstanden haben, dass Symptome nur selten auf die beste Behandlungsmöglichkeit hinweisen.“ Als Resultat dieser Position verwendet das NIMH das DSM künftig nicht mehr zur Bewertung der finanziellen Förderung klinischer Studien.
Der DSM-Forscher Eric Hollander wurde mit dem Satz zitiert: „Ich finde doch, dass dies einen Mangel an Interesse und Vertrauen des NIMH in den DSM-Prozess repräsentiert und eine Investition in alternative Diagnosesysteme.“

Eine NIMH-Beschreibung des RDoC beschreibt:
„Aktuell werden Diagnosen psychischer Störungen anhand klinischer Beobachtungen und phänomenologischer Patienten-Berichte durchgeführt ... Das aktuelle Diagnosesystem wird von Durchbrüchen in Genetik, molekular-, zellular- oder Systemforschung vorausschauender und zeitgemäßer Neurowissenschaft nicht beeinflusst.“

## RDoC Matrix
Die RDoC-Matrix ist eine Möglichkeit, die involvierten Konzepte zu organisieren. Die Zeilen stehen dabei jeweils für die Domänen, die untergeordneten Zeilen für die Konstrukte und die Spalten stellen oftmals die Analyseeinheiten dar.
|                                 |                                         | Gene                 | Moleküle             | Zellen               | Neurale Netze        | Physiologie          | Verhalten            | Selbstberichte       |
| ------------------------------- | --------------------------------------- | -------------------- | -------------------- | -------------------- | -------------------- | -------------------- | -------------------- | -------------------- |
| Negative Valenzsysteme          | Furcht                                  | Elemente (Korrelate) | Elemente (Korrelate) | Elemente (Korrelate) | Elemente (Korrelate) | Elemente (Korrelate) | Elemente (Korrelate) | Elemente (Korrelate) |
| Negative Valenzsysteme          | Angst                                   | Elemente (Korrelate) | Elemente (Korrelate) | Elemente (Korrelate) | Elemente (Korrelate) | Elemente (Korrelate) | Elemente (Korrelate) | Elemente (Korrelate) |
| Negative Valenzsysteme          | Verlust                                 | Elemente (Korrelate) | Elemente (Korrelate) | Elemente (Korrelate) | Elemente (Korrelate) | Elemente (Korrelate) | Elemente (Korrelate) | Elemente (Korrelate) |
| Negative Valenzsysteme          | Frustration                             | Elemente (Korrelate) | Elemente (Korrelate) | Elemente (Korrelate) | Elemente (Korrelate) | Elemente (Korrelate) | Elemente (Korrelate) | Elemente (Korrelate) |
| Positive Valenzsysteme          | Belohnungslernen                        | Elemente (Korrelate) | Elemente (Korrelate) | Elemente (Korrelate) | Elemente (Korrelate) | Elemente (Korrelate) | Elemente (Korrelate) | Elemente (Korrelate) |
| Positive Valenzsysteme          | Belohnungsbewertung                     | Elemente (Korrelate) | Elemente (Korrelate) | Elemente (Korrelate) | Elemente (Korrelate) | Elemente (Korrelate) | Elemente (Korrelate) | Elemente (Korrelate) |
| Positive Valenzsysteme          | Gewohnheiten                            | Elemente (Korrelate) | Elemente (Korrelate) | Elemente (Korrelate) | Elemente (Korrelate) | Elemente (Korrelate) | Elemente (Korrelate) | Elemente (Korrelate) |
| Kognitive Systeme               | Aufmerksamkeit                          | Elemente (Korrelate) | Elemente (Korrelate) | Elemente (Korrelate) | Elemente (Korrelate) | Elemente (Korrelate) | Elemente (Korrelate) | Elemente (Korrelate) |
| Kognitive Systeme               | Wahrnehmung                             | Elemente (Korrelate) | Elemente (Korrelate) | Elemente (Korrelate) | Elemente (Korrelate) | Elemente (Korrelate) | Elemente (Korrelate) | Elemente (Korrelate) |
| Kognitive Systeme               | Deklaratives Gedächtnis                 | Elemente (Korrelate) | Elemente (Korrelate) | Elemente (Korrelate) | Elemente (Korrelate) | Elemente (Korrelate) | Elemente (Korrelate) | Elemente (Korrelate) |
| Kognitive Systeme               | Arbeitsgedächtnis                       | Elemente (Korrelate) | Elemente (Korrelate) | Elemente (Korrelate) | Elemente (Korrelate) | Elemente (Korrelate) | Elemente (Korrelate) | Elemente (Korrelate) |
| Kognitive Systeme               | Kognitive Kontrolle                     | Elemente (Korrelate) | Elemente (Korrelate) | Elemente (Korrelate) | Elemente (Korrelate) | Elemente (Korrelate) | Elemente (Korrelate) | Elemente (Korrelate) |
| Systeme für soziale Prozesse    | Bindungsverhalten                       | Elemente (Korrelate) | Elemente (Korrelate) | Elemente (Korrelate) | Elemente (Korrelate) | Elemente (Korrelate) | Elemente (Korrelate) | Elemente (Korrelate) |
| Systeme für soziale Prozesse    | soziale Kommunikation                   | Elemente (Korrelate) | Elemente (Korrelate) | Elemente (Korrelate) | Elemente (Korrelate) | Elemente (Korrelate) | Elemente (Korrelate) | Elemente (Korrelate) |
| Systeme für soziale Prozesse    | Selbstwahrnehmung                       | Elemente (Korrelate) | Elemente (Korrelate) | Elemente (Korrelate) | Elemente (Korrelate) | Elemente (Korrelate) | Elemente (Korrelate) | Elemente (Korrelate) |
| Systeme für soziale Prozesse    | Wahrnehmung anderer                     | Elemente (Korrelate) | Elemente (Korrelate) | Elemente (Korrelate) | Elemente (Korrelate) | Elemente (Korrelate) | Elemente (Korrelate) | Elemente (Korrelate) |
| Systeme für Erregung/Modulation | Erregung                                | Elemente (Korrelate) | Elemente (Korrelate) | Elemente (Korrelate) | Elemente (Korrelate) | Elemente (Korrelate) | Elemente (Korrelate) | Elemente (Korrelate) |
| Systeme für Erregung/Modulation | Circadianer Rhythmus                    | Elemente (Korrelate) | Elemente (Korrelate) | Elemente (Korrelate) | Elemente (Korrelate) | Elemente (Korrelate) | Elemente (Korrelate) | Elemente (Korrelate) |
| Systeme für Erregung/Modulation | Schlaf und Wachheit                     | Elemente (Korrelate) | Elemente (Korrelate) | Elemente (Korrelate) | Elemente (Korrelate) | Elemente (Korrelate) | Elemente (Korrelate) | Elemente (Korrelate) |
| Sensomotorische Systeme         | Motorische Handlungen                   | Elemente (Korrelate) | Elemente (Korrelate) | Elemente (Korrelate) | Elemente (Korrelate) | Elemente (Korrelate) | Elemente (Korrelate) | Elemente (Korrelate) |
| Sensomotorische Systeme         | Handlungsfähigkeit und Eigenständigkeit | Elemente (Korrelate) | Elemente (Korrelate) | Elemente (Korrelate) | Elemente (Korrelate) | Elemente (Korrelate) | Elemente (Korrelate) | Elemente (Korrelate) |
| Sensomotorische Systeme         | Gewohnheit                              | Elemente (Korrelate) | Elemente (Korrelate) | Elemente (Korrelate) | Elemente (Korrelate) | Elemente (Korrelate) | Elemente (Korrelate) | Elemente (Korrelate) |
| Sensomotorische Systeme         | angeborene Bewegungsmuster              | Elemente (Korrelate) | Elemente (Korrelate) | Elemente (Korrelate) | Elemente (Korrelate) | Elemente (Korrelate) | Elemente (Korrelate) | Elemente (Korrelate) |

Die Domänen sind vorläufig: „Es ist wichtig zu betonen, dass diese speziellen Domänen und Konstrukte lediglich Startpunkte sind, die weder definitiv noch konkret feststehen.“ Zudem wurden Subkonstrukte zu einigen Konstrukten hinzugefügt. Zum Beispiel: Visuelle, Auditorische, Olfaktorische/Somatosensorische/Multimodale Wahrnehmung als Subkonstrukte von Wahrnehmung.

## Methodologie
Die RDoC-Methodologie unterscheidet sich von traditionellen Systemen diagnostischer Kriterien.
Anders als konventionelle Diagnosesysteme (bspw. DSM), die kategoriale Einteilungen nutzen, ist RDoC ein „dimensionales System“ – es basiert auf Dimensionen, die von „normal bis abnormal“ reichen.
Während konventionelle Diagnosesysteme ihre bereits bestehenden Paradigmen schrittweise überarbeiten und darauf aufbauen, ist „RDoC in Bezug auf aktuelle Störungskategorien agnostisch“. Offizielle Dokumente erläutern dieses Merkmal und schreiben: „Anstatt mit einer Krankheitsdefinition zu beginnen und nach ihren neurobiologischen Grundlagen zu suchen, beginnt RDoC mit dem aktuellen Verständnis von Beziehung zwischen Verhalten und Gehirn und verknüpft diese mit klinischen Phänomenen.“
Im Gegensatz zu herkömmlichen Diagnosesystemen, die normalerweise nur auf Selbstberichten und Verhaltensmaßnahmen beruhen, hat das RDoC-Projekt das „explizite Ziel“, den Forschern den Zugriff auf ein breiteres Spektrum von Daten zu ermöglichen. Neben Selbstberichten und der Erfassung von Verhalten enthält RDoC auch Analyseeinheiten, die über die im DSM hinausgehen. So kann RDoC durch Einblicke in Gene, Moleküle, Zellen, neurale Schaltkreise, Physiologie und groß angelegte Paradigmen gespeist werden. Frühe datengetriebene Ansätze für RDoC-basierte kontinuierliche transdiagnostische psychiatrische Phänotypen sagen die klinische Prognose über die Diagnose hinweg voraus und weisen genetische Korrelate auf, die nicht nur in klinischen Populationen vorliegen.

## Weiterführende Literatur
- Massimiliano Aragona: Epistemological reflections about the crisis of the DSM-5 and the revolutionary potential of the RDoC project. In: Dialogues in Philosophy, Mental and Neuro Sciences. 7. Jahrgang, Nr. 1, Juni 2014, S. 11–20 (crossingdialogues.com [PDF]).
- Bruce N. Cuthbert: Research Domain Criteria: toward future psychiatric nosologies. In: Dialogues in Clinical Neuroscience. 17. Jahrgang, Nr. 1, März 2015, S. 89–97, PMID 25987867, PMC 4421905 (freier Volltext) – (dialogues-cns.org).
- Brita Elvevag, Alex S. Cohen, Maria K. Wolters, Heather C. Whalley, Viktoria-Eleni Gountouna, Ksenia A. Kuznetsova, Andrew R. Watson, Kristin K. Nicodemus: An examination of the language construct in NIMH's research domain criteria: Time for reconceptualization! In: American Journal of Medical Genetics. Part B, Neuropsychiatric Genetics. 171. Jahrgang, Nr. 6, September 2016, S. 904–19, doi:10.1002/ajmg.b.32438, PMID 26968151, PMC 5025728 (freier Volltext).
- Sharon Jayson: Books blast new version of psychiatry's bible, the DSM. In: USA Today. 12. Mai 2013.
- Heidi Ledford: Psychiatry framework seeks to reform diagnostic doctrine. In: Nature News. 10. Mai 2013, doi:10.1038/nature.2013.12972 (nature.com).
- Sarah E. Morris, Bruce N. Cuthbert: Research Domain Criteria: cognitive systems, neural circuits, and dimensions of behavior. In: Dialogues in Clinical Neuroscience. 14. Jahrgang, Nr. 1, März 2012, S. 29–37, PMID 22577302, PMC 3341647 (freier Volltext) – (dialogues-cns.com).